# Love Don't Let me Go
Love Don't Let me go е песен на френския DJ Давид Гета, издадена като сингъл през 2006 г. Много често песента Love Don't Let me go от 2002 г. се бърка с тази от 2006 г. Разликата е, че тази от 2006 г. съдържа хаус музика от 0:30 до 1:02. Песента има честота от 127 удара в минута.
|  | Тази страница частично или изцяло представлява превод на страницата Love Don't Let Me Go в Уикипедия на италиански. Оригиналният текст, както и този превод, са защитени от Лиценза „Криейтив Комънс – Признание – Споделяне на споделеното“, а за съдържание, създадено преди юни 2009 година – от Лиценза за свободна документация на ГНУ. Прегледайте историята на редакциите на оригиналната страница, както и на преводната страница, за да видите списъка на съавторите. ВАЖНО: Този шаблон се отнася единствено до авторските права върху съдържанието на статията. Добавянето му не отменя изискването да се посочват конкретни източници на твърденията, които да бъдат благонадеждни. |